# Carl Peter Ohrling
Carl Peter Ohrling, född 23 januari 1765 i Tjällmo socken, död 20 juni 1853 i Väderstads socken, var en svensk präst.

## Biografi
Ohrling blev 1786 student vid Uppsala universitet och 1789 vid Lunds universitet. Han blev 1790 filosofie magister och 1792 docent i Lund. Ohrling blev akademiadjunkt och laborator 12 december 1796. Mellan 1797–1798 förestoad han professuren i kemi. Ohrling prästvigdes 29 juni 1806 och blev 9 mars 1809 kyrkoherde i Väderstads församling, tillträdde tjänsten 1810. Han blev 18 juni 1810 prost och senare stiftets senior.
Ohrling ägde Valstad i Klockrike socken.

### Familj
Carl Peter Ohrling var son till gästgivaren Mårten Ohrling och Maria Dross.
Ohrling gifte sig första gången 18 september 1810 med Margareta Carolina Cronhamn (1783–1813). Hon hade tidigare varit gift med kyrkoherden Lars Qvennerstedt i Gamleby socken. Ohrling och Cronhamn fick tillsammans döttrarna Carolina (född 1811) och Augusta (född 1813).
Ohrling gifte sig andra gången 15 april 1817 med Catharina Theodora Acharius (född 1788–1866). Hon var dotter till professorn Erik Acharius och Helena Dorothea Scholander. De fick tillsammans döttrarna Emelie (född 1818), Adelaide (född 1818) och Dorothea (1822–1910).